# Republic Aviation Company
La Republic Aviation Corporation era un'azienda aeronautica statunitense, con base a Farmingdale nel Long Island, New York, che produsse e progettò molti importanti velivoli tra i quali il P-47 Thunderbolt, F-84 Thunderjet, e il F-105 Thunderchief.

## Aerei Seversky
La Seversky Aircraft Company venne fondata nel 1931 da Alexander de Seversky, un espatriato russo e pilota veterano della prima guerra mondiale nella quale perse una gamba. Dapprincipio molti dei progettisti della Seversky Aircraft erano profughi di nazionalità russa che Servinsky aiutava a fuggire dalle purghe staliniane, ivi inclusi Michael Gregor e Alexander Kartveli (progettisti dei più famosi aerei della Republic).
Dopo diversi fallimenti, la Seversky Aircraft finalmente vinse una competizione per la progettazione di un nuovo caccia per gli Army Air Corps, e ottenne il primo contratto militare nel 1936 per la produzione del suo Seversky P-35. 
Nel 1939 la Seversky Aircraft ritentò ancora una volta il concorso per un caccia presentando il progetto notevolmente migliorato dell'AP-4. Tuttavia il contratto venne vinto dalla Curtiss, con un progetto per molti versi inferiore del Curtiss P-40. Unica consolazione, l'aviazione statunitense (impressionata molto favorevolmente dal progetto) ordinò ulteriori 13 prototipi per meglio comprendere le straordinarie prestazioni a media e ad alta quota.

## Republic Aviation
Nell'aprile 1939 la Seversky Aircraft Corporation aveva perso 550.000 $, così Seversky venne estromesso dalla società che aveva fondato. Il consiglio di amministrazione nominò al suo posto Wallice Kellet alla presidenza e nel settembre 1939 la società venne riorganizzata prendendo il nome di Republic Aviation Corporation. Seversky continuò a combattere per la sua società fino a quando, nel settembre del 1942, non raggiunse un accordo.
Nel frattempo continuava lo sviluppo dell'AP-4 che entrava in produzione con la designazione P-43 Lancer. Ne vennero prodotti 272, 108 dei quali furono mandati in Cina per essere usati contro i giapponesi. Molti di questi aerei furono usati dalle "Tigri Volanti", che rimasero molto soddisfatte delle prestazioni dell'aereo poiché arrivava fino ad altitudini di 30 000 piedi, mentre i loro P-40 arrivavano solo fino a 20 000. Sfortunatamente, Claire Chennault non apprezzava la mancanza, nel primo P-43, del serbatoio auto-sigillante e della blindatura e decise di non mantenere gli apparecchi per il suo gruppo.
Nel 1939, sia Republic Aviation che Curtiss-Wright Corporation parteciparono ad un concorso dell'esercito per sviluppare un intercettore leggero. Curtiss propose una versione alleggerita del loro P-40 denominata XP-46, mentre Republic propose un modello simile, denominato XP-47. Entrambi i progetti erano dotati del motore V12 Allison V-1710, ma quello della Republic aveva un sistema di sovralimentazione tramite un turbocompressore. Alla fine nessuno dei due modelli apparve significativamente migliore del P-40 ed entrambi i progetti vennero abbandonati.
Vi furono ulteriori miglioramenti al P-43 in versione leggera, usando un motore radiale Pratt & Whitney R-2180. Il velivolo risultante fu chiamato XP-44. Dall' R-2180 Republic passò poi al più potente Wright R-2600. Nonostante arrivasse a 1 600 hp, questo motore non poteva essere sovralimentato e Republic alla fine modificò ancora il progetto al fine di poter montare l'enorme Pratt & Whitney R-2800 Double Wasp, che produceva addirittura 1 850 hp. L'aereo risultante, chiamato P-44, era veramente impressionante: arrivava a 404 miglia all'ora a 20 000 piedi, aveva una velocità variometrica di 4 000 ft/minuto e sarebbe stato un eccezionale intercettore se la sua autonomia, uguale a quella del P-43, avesse permesso maggiori distanze, dato che il motore Double Wasp necessitava di più carburante.
Con il perdurare della guerra aerea in Europa, l'esercito capì che era veramente necessario un aereo da guerra a grande autonomia per poter scortare i bombardieri fino in Germania. Alexander Kartveli fu convocato alla Divisione Aeromobili sperimentali dell'Esercito e gli fu spiegato perché il P-44 non sarebbe stato ordinato in quella configurazione. Fu una sconfitta per Kartveli e la Republic Aircraft perché Kartveli sapeva che l'XP-44 non poteva essere riprogettato per poter rispettare le nuove richieste. Sul treno che lo riportava a New York, iniziò a disegnare un nuovo modello di aereo, che avrebbe poi preso forma nel P-47 Thunderbolt.

## P-47 Thunderbolt

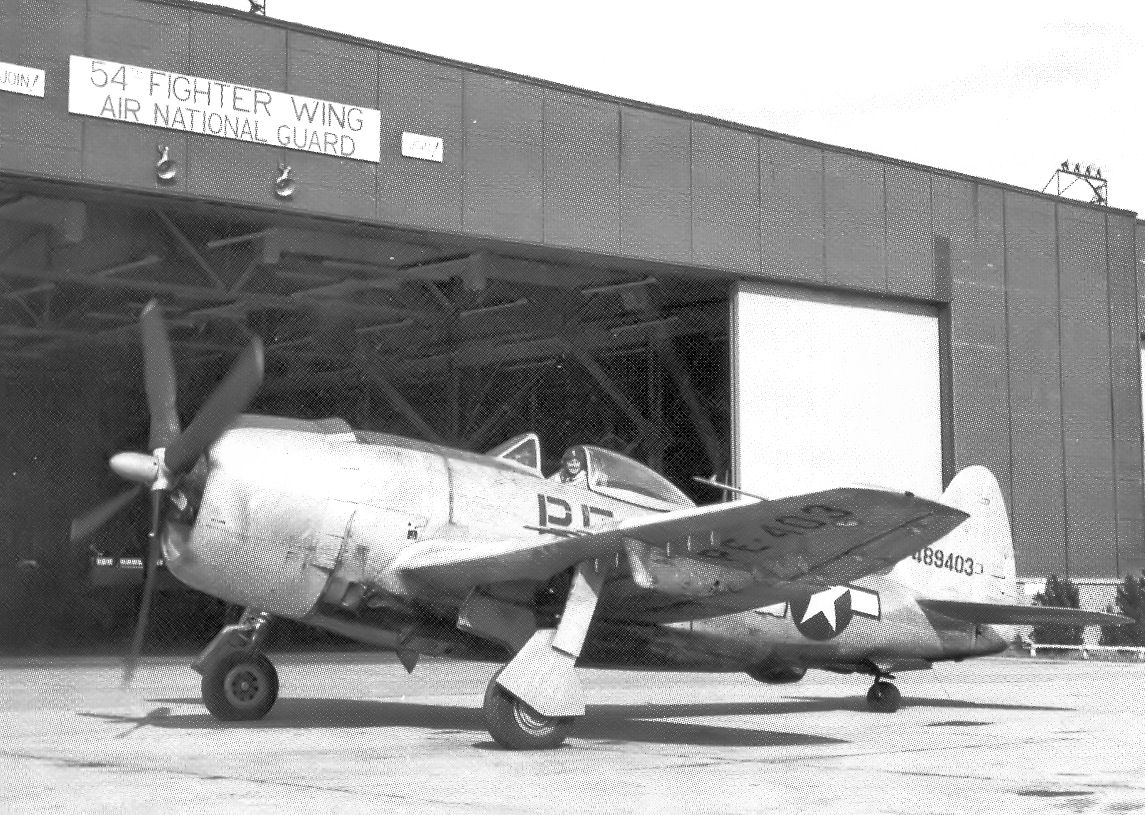
Un P-47N Thunderbolt

L'aeronautica militare statunitense rifiutò di finanziare la Republic per lo sviluppo del nuovo XP-47B, così l'azienda pagò per la costruzione del primo mock-up, riutilizzando l'area cockpit del P-43. Quando il prototipo fu pronto per i test, pesava più di 12.550 libbre, 900 al di sopra del limite stabilito dall'esercito per il nuovo aereo e molto di più di qualunque altro caccia monomotore progettato fino ad allora. Poteva portare solo 298 galloni di carburante, 17 di meno del richiesto, ma l'esercito fu in generale soddisfatto delle sue prestazioni, poiché raggiungeva una velocità di 412 mph a 25.800 piedi e sorvolò sui punti deboli.
L'entrata in guerra degli USA nel Dicembre 1941, fece rapidamente aumentare il bisogno di XP-47B e lo sviluppo dell'aereo procedette velocemente. Nel giugno 1942, l'esercito richiese i primi P-47B e l'ordine fece quadruplicare a Republic Aviation la dimensione della sua fabbrica e costruire tre nuove piste allo stabilimento di Farmingdale. Alla fine però, essendo inadeguata, l'esercito nel novembre 1942 permise la costruzione di una nuova fabbrica adiacente all'aeroporto di Evansville in Indiana.
Durante la guerra, il P-47 venne costantemente migliorato. Fu modificata la cabina per avere visione a 360°. La versione finale del P-47 sarebbe diventata la P-47N, una versione "long range" con ali e fusoliera più lunghe e maggior capacità dei serbatoi. Il P-47N era progettato per scortare i B-29 nelle lunghe missioni in Giappone per una possibile invasione di quel paese. La produzione di tutte le versioni terminò nel novembre 1945. Fino ad allora ne erano stati costruiti 15.660: il record tra i caccia statunitensi del periodo della guerra. 1.816 erano i P-47N. Questo modello sarebbe rimasto in servizio presso la Air Force Reserve e la Air National Guard fino alla metà degli anni Cinquanta.

## RC-3 Seabee

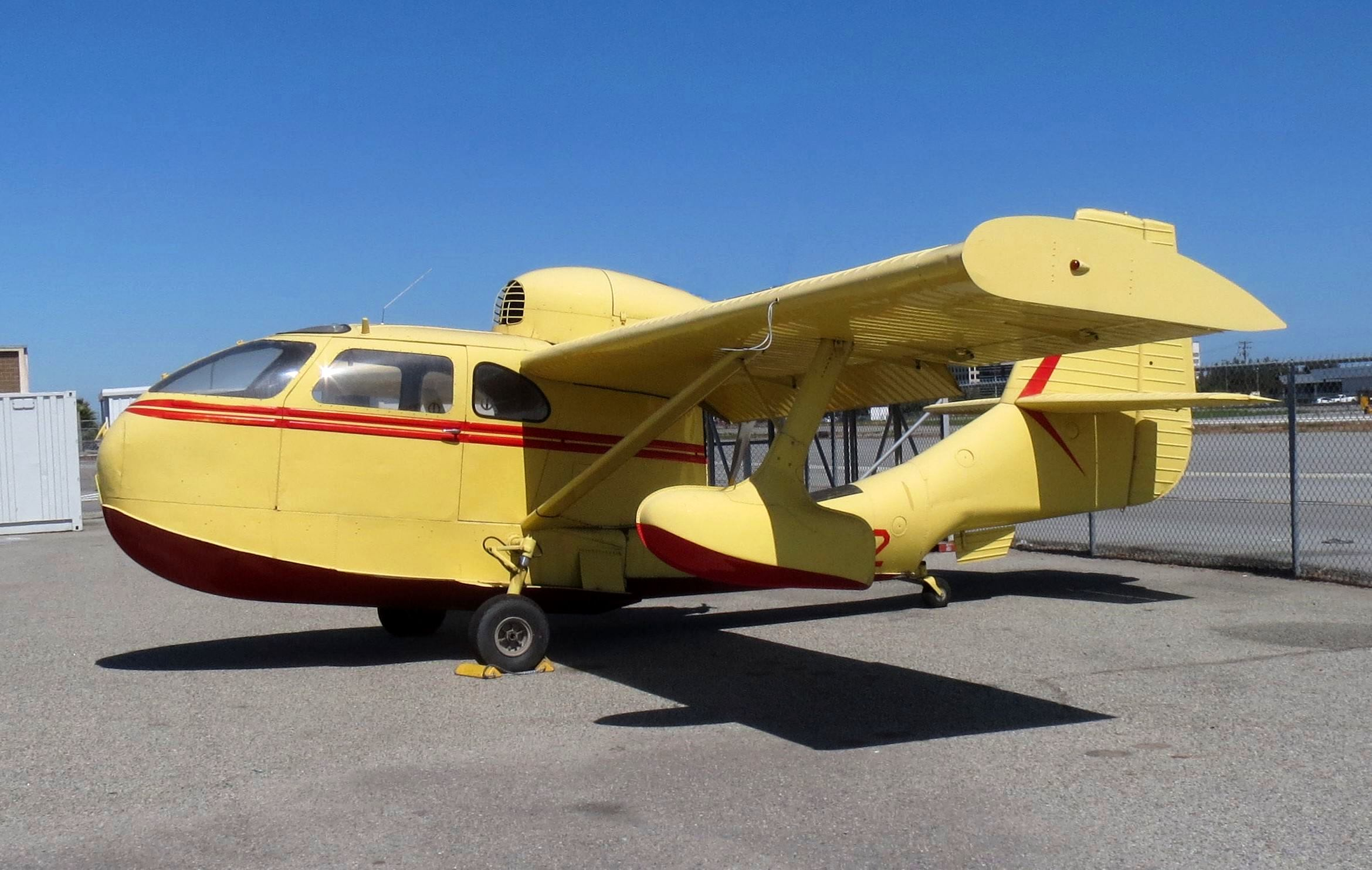
Un RC-3 Seabee fotografato presso l'Hiller Aviation Museum di San Carlos (California)

Nel 1946, la Republic lasciò temporaneamente il settore militare per produrre il Republic RC-3 Seabee, un particolare aeromobile anfibio interamente in metallo. Il Seabee era un progetto di Percival "Spence" Spencer, un ex pilota collaudatore del P-47. Egli convinse i vertici della Republic della necessità di un aeroplano sportivo leggero per intercettare la domanda dei piloti che avevano combattuto nella Seconda Guerra Mondiale. Le previsioni di vendita, 5.000 Seabee all'anno, non si realizzarono mai poiché la maggior parte dei piloti non riprese a volare, ma la Republic riuscì comunque a vendere 1.060 Seabee in due anni di produzione; era comunque una buona cifra in tempi nei quali molti dei produttori di piccoli aeromobili riuscivano a produrre solo pochissimi aerei, prima di andare in bancarotta. Il successo era dovuto anche al prezzo particolarmente basso del Seabee: da 3.500 a 6.000 $.

## Famiglia F-84 (Thunderjet, Thunderstreak, Thunderflash)

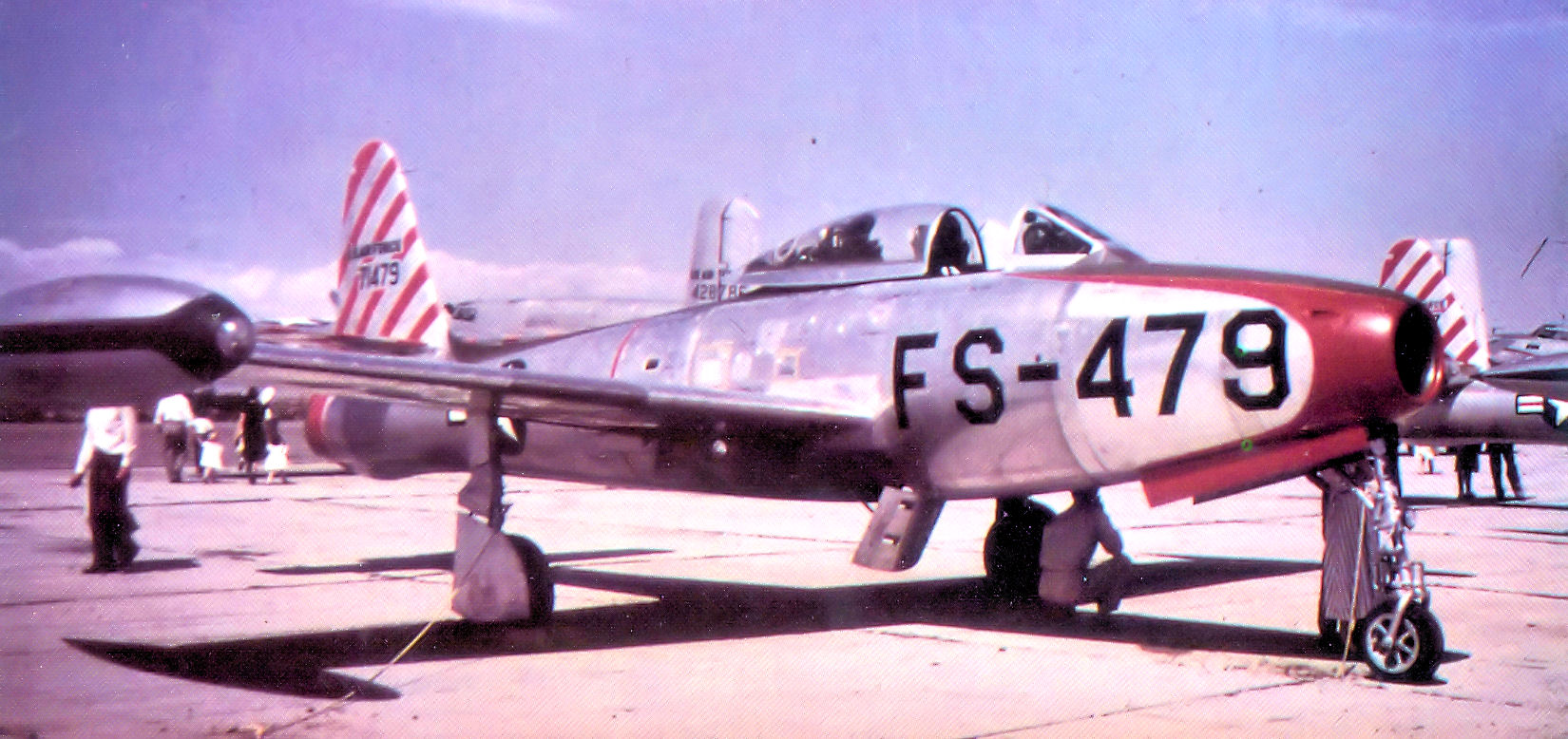
Un F-84 Thunderjet

Successivamente, Republic tornò a occuparsi dei contratti militari, sviluppando un jet militare a motore singolo per la richiesta dell'esercito di un caccia che arrivasse alla velocità di 600 mph. Il primo YP-84A Thunderjet volò il 28 febbraio 1946 ma i problemi erano talmente tanti che il primo F-84B non entrò in servizio all'Air Force prima del 1949. Il modello F-84D ad ala rettilinea divenne invece protagonista durante la Guerra di Corea, volando in 86.408 missioni. Nel 1949 si iniziò a progettare un nuovo modello con ali a freccia, detto F-84F Thunderstreak, che entrò in servizio solo nel 1954. Una versione per foto-ricognizione, la RF-84F Thunderflash, fu sviluppata e ne furono prodotti 715 aerei. La versione finale, detta F-84F, sarebbe rimasta in servizio nelle unità della Air National Guard fino al 1971, quando la corrosione fece sì che venissero ritirati.

## F-105 Thunderchief

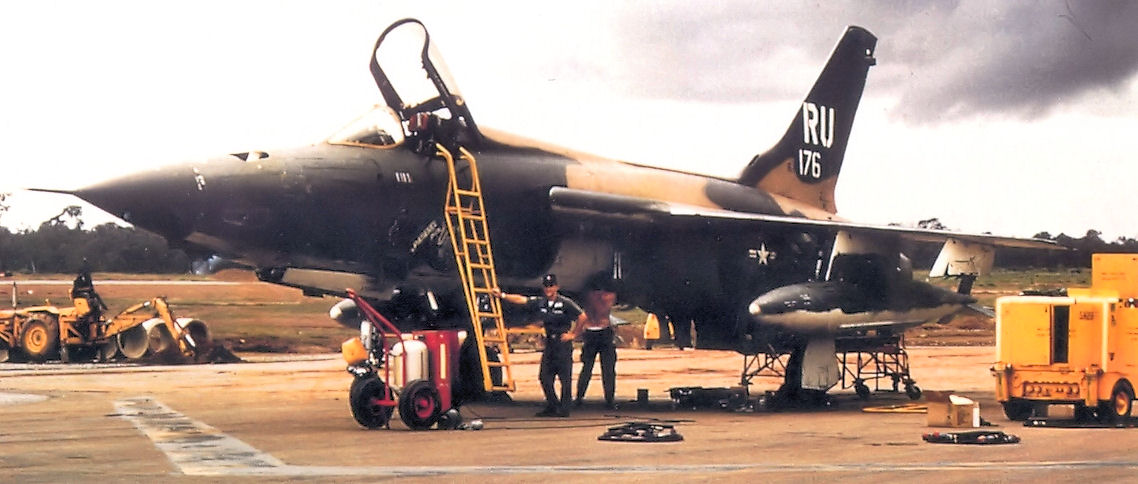
Un F-105D Thunderchief

Nel 1951, Alexander Kartveli iniziò a progettare un sostituto dell'F-84 Thunderjet. Il nuovo aereo sarebbe stato un caccia monomotore, ma più largo di ogni altro aereo dello stesso tipo creato per l'Aeronautica militare. Quando il prototipo fu completato, nell'ottobre 1953, l'aereo era così grande che necessitava di un motore più potente e venne scelto il Pratt & Whitney J75. Il 28 giugno 1954, l'Aeronautica fece un ordine di 15 nuovi F-105A Thunderchief. L'aereo pesava 50.000 libbre, ma poteva trasportare fino a 14.000 libbre di bombe e missili e poteva volare a Mach 1 al livello del mare e a Mach 2 ad altitudini più elevate. Sebbene avesse un solo motore, l'F-105 Thunderchief poteva portare un carico di bombe più pesante di un tipico bombardiere quadrimotore della seconda guerra mondiale e aveva anche maggiore autonomia e maggiore velocità. L'F-105 sarebbe diventato il principale aereo da attacco verso terra della Guerra del Vietnam, facendo più di 20.000 missioni prima di essere sostituito dall'F-4 Phantom II nel novembre 1970. 397 degli 833 F-105 Thunderchief prodotti furono perduti in combattimento in Vietnam. 17 furono abbattuti dai MiG nordvietnamiti mentre degli altri molti furono distrutti a terra. L'F-105 fu l'ultimo progetto indipendente della Republic Aviation.
Una versione a due posti "Wild Weasel" detta F-105G fu in seguito sviluppata per sostituire la versione "Wild Weasel" dell'F-100. Il primo F-105G volò il 15 gennaio 1966 e i primi modelli arrivarono in Indocina nel giugno dello stesso anno. Questa versione continuò a operare per molto tempo dopo il ritiro della versione "ground attack" ed era ancora in servizio alla fine della guerra.

## Gli ultimi anni
Nel dicembre 1957, la Republic crea una divisione elicotteri, per costruire sotto licenza l'Alouette progettato dalla francese Aérospatiale.
Nello sforzo di far procedere l'azienda, Republic sviluppa poi un turboelica civile a medio raggio, chiamato "Rainbow". L'aereo sarebbe stato molto veloce per lo standard degli aerei a elica ma lo scarso interesse delle compagne aeree fece cancellare il progetto.
Republic Aviation fa un ultimo tentativo per sopravvivere tornando all'ambito militare; nel 1960, acquisisce una quota nella azienda olandese Fokker per proporre un aereo militare basato su un progetto di Fokker ma l'Aeronautica non è interessata e non fa offerte di contratto.
All'inizio degli anni Sessanta l'azienda aeronautica Fairchild Aircraft inizia a comprare azioni della Republic e alla fine compra l'azienda (luglio 1965). In settembre, Republic diventa "Republic Aviation Division of Fairchild Hiller" e cessa di esistere come azienda indipendente.
La "tradizione di denominazione" degli aeromobili della Republic viene continuata dalla Fairchild Hiller con l'A-10 Thunderbolt II (primo volo nel maggio 1972), sebbene l'aereo sia meglio conosciuto con il nome non ufficiale di "Warthog."

## Aerei
- Republic F-84 Thunderjet
- Republic F-84F Thunderstreak
- Republic RF-84F Thunderflash
- Republic XF-91 Thunderceptor
- Republic F-105 Thunderchief
- Republic P-43 Lancer
- Republic P-44 Rocket
- Republic P-47 Thunderbolt
- Republic Seabee
- Republic XF-103
- Republic XP-69
- Republic XP-72
- Republic YF-96